# 木蝋

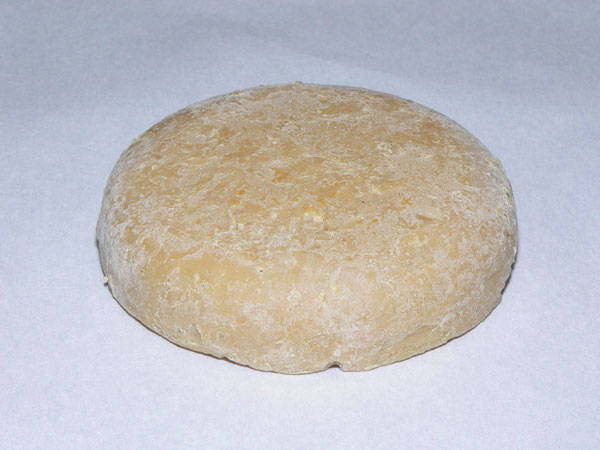
木蝋の塊

木蝋(もくろう)（Japan wax）とは、生蝋（きろう）とも呼ばれ、ウルシ科のハゼノキ（Japanese wax tree）やウルシの果実を蒸してから、果肉や種子に含まれる融点の高い脂肪を圧搾するなどして抽出した広義の蝋。果実全体の約20%を占める。化学的には狭義の蝋であるワックスエステルではなく、中性脂肪（パルミチン酸、ステアリン酸、オレイン酸）を主成分とする。また粘性の高い日本酸（Japanic acid）を含んでいる。
搾ってからそのまま冷却して固めたものを「生蝋」（きろう）と呼ぶ。収穫した果実をすぐに抽出した生蝋は褐色であるが、半年程度寝かせた果実を抽出すると黄土色に近い色の生蝋になる。1年程度寝かせたものからは緑がかった色の生蝋が抽出できる。櫨の種類により生蝋の緑色の程度や風合いが異なる。
蝋燭、特に和ろうそく（Japanese candle）の仕上げなどには、生蝋をさらに天日にさらすなどして漂白した白蝋（はくろう）を用いる。かつては蝋燭だけでなく、びんつけ、艶（つや）出し剤、膏薬などの医薬品や化粧品の原料として幅広く使われていた。このため商品作物として明治時代まで西日本各地で盛んに栽培されていた。

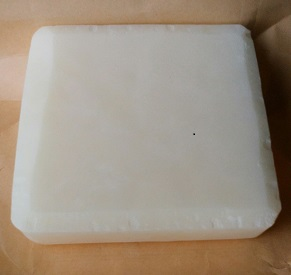
白蝋（木蝋を漂白したもの）

## 特徴
1966年に水沼仁宏が木蝋の油脂恒数を報告している。木蝋は櫨の種類、採油方法、漂白方法等の処理過程を経由するので、それらの物理性は著しく異なり、下表のとおり油脂恒数が変化する。
|            | 油脂便覧 | 生蝋  | 漂白蝋 | 精製蝋（イ） | 精製蝋（ロ） |
| ---------- | -------- | ----- | ------ | ------------ | ------------ |
| 酸価       | 16〜33.8 | 3.4   | 22.9   | 19.1         | 17〜21       |
| ケン化価   | 201〜237 | 212.2 | 223.9  | 214.6        | 226〜231     |
| ヨウ素価   | 3〜51    | 27.2  | 10.9   | 11.4         | 10〜11       |
| アセチル価 | －       | 6.4   | 26.4   | 25.1         | －           |
| 過酸化物価 | －       | 22.6  | 233.1  | 16.7         | 2〜5         |
| 融点       | 49.5〜56 | 51.7  | 52.5   | 52.9         | 52.5〜53.0   |

木蝋の脂肪酸組成については、水沼の報告では、パルミチン酸77%、オレイン酸12%、日本酸5〜6%、ステアリン酸・アラキン酸5%、リノール酸〜1%、とあるが木蝋の採取元の櫨の種類については記載がない。一方、日本で流通している九州産の数種類の櫨から抽出された木蝋について、その成分はパルミチン酸57.8%、ステアリン酸10.0%、アラキジン酸5.6%、ベヘン酸2%、日本酸5.7%であることが九州大学大学院により報告されている。
木蝋を水素添加すると、粘稠（ねんちゅう）性も艶もなく、ボロボロした感じの固体脂になる。

## 歴史
長崎県では島原藩が藩財政の向上と藩内の経済振興のため、特産物として栽培奨励をしたため、島原半島で盛んにハゼノキの栽培と木蝋製造が行われた。特に昭和になってから選抜された品種である「昭和福櫨」は、果肉に含まれる蝋の含有量が多く、島原半島内で広く栽培された。木蝋製造は島原市の本多木蝋工業所が伝統的な玉絞りによる製造を続け、伝統を守っている。
愛媛県では南予一体、例えば内子（現：内子町）や川之石（現：八幡浜市、旧・西宇和郡保内町）は、ハゼノキの栽培が盛んであった。中でも内子は、木蝋の生産が盛んで、江戸時代、大洲藩6万石の経済を支えた柱の一つであった。明治期には一時、海外にも盛んに輸出された。
第二次世界大戦以前は、日本国外にも通用する輸出品としても重要視されており、1940年には重要輸出品取締法に基づく重要輸出品目に木蝋が加えられている。